# Mosè salvato dalle acque (Veronese)
Mosè salvato dalle acque è un dipinto del pittore veneto Paolo Veronese realizzato circa nel 1580 e conservato nel Museo del Prado di Madrid in Spagna.